# Longwood (Floryda)
Longwood – miasto w Stanach Zjednoczonych, w stanie Floryda, w hrabstwie Seminole.